# Сёстры в исламе

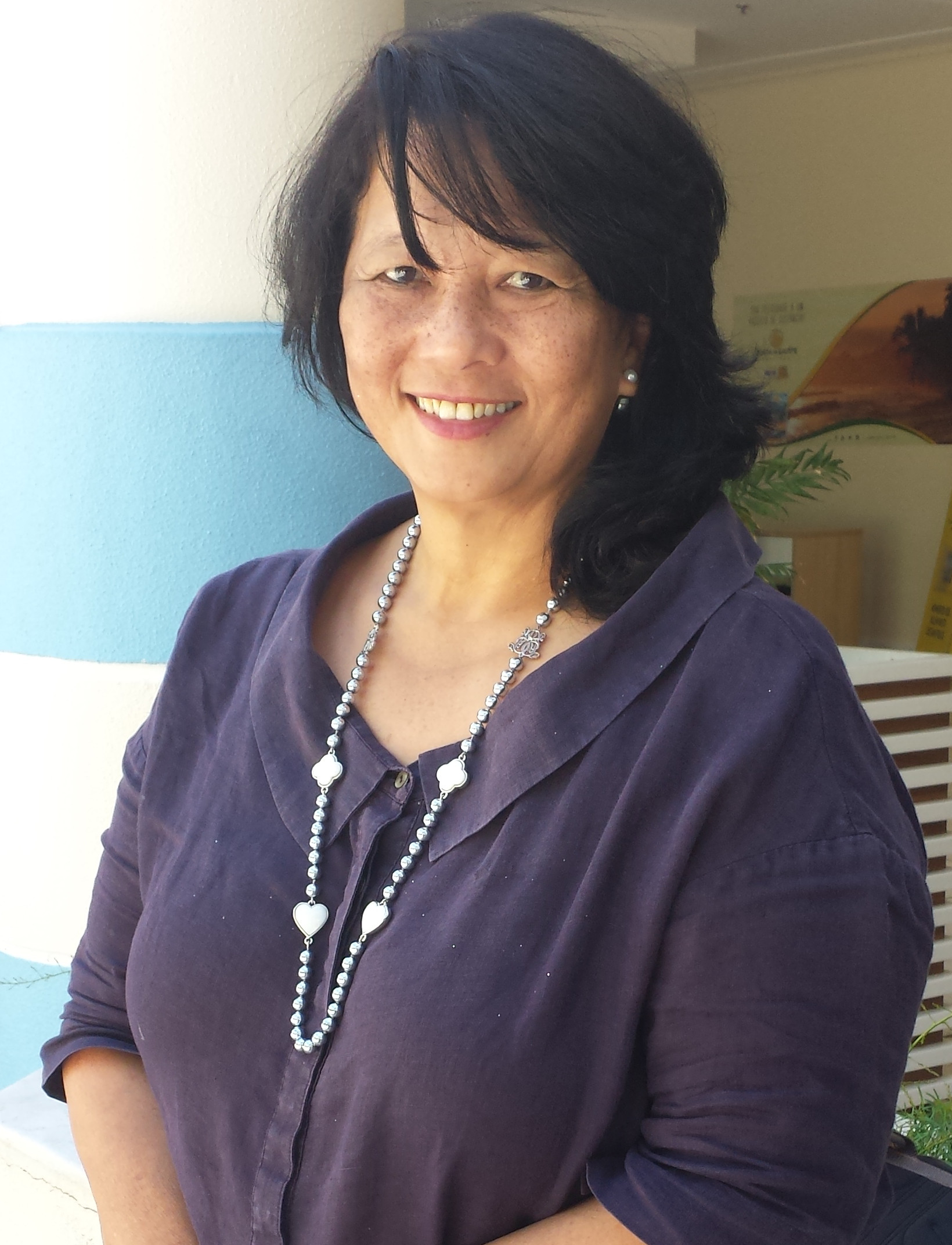
Зайна Анвар, соучредитель

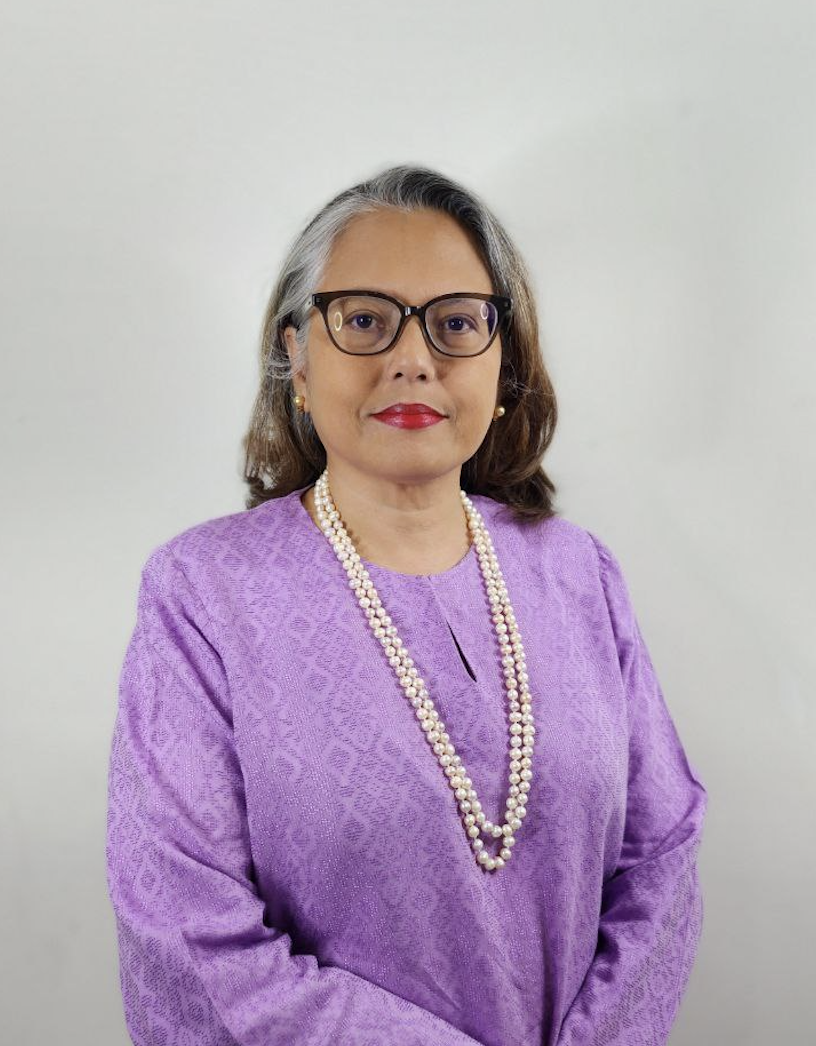
Исполнительный директор SIS Розана Иса

«Сестры в исламе» (SIS) — зарегистрированная в Малайзии организация, занимающаяся продвижением прав женщин в рамках ислама и всеобщих прав человека.
Фундаментальные свободы, закрепленные в Конституции Малайзии, позволили такой организации, как «Сестры в исламе», существовать. Руководствуется принципами равенства, справедливости и свободы, провозглашенными Кораном. Оспаривает законы, принятые во имя ислама и дискриминирующие женщин. Решает проблемы, охватываемые исламским семейным законодательством Малайзии и законами шариата (полигамия, детские браки, моральный контроль, хиджаб, насилие в отношении женщин и другое). Известна исламскими феминистскими исследованиями и пропагандой.

## История
Организация была основана в 1988 году.
В 1993 году была зарегестрирована как неправительственная организация c названием «SIS Forum Malaysia».
Название «Сестры в исламе» сохраняется как авторское имя.
Соучредители (семь женщин): Зайна Анвар, Амина Вадуд, Аския Адам, Норани Отман, Рашида Абдулла, Роуз Исмаил и Шарифа Зурия Альджеффри. Среди других членов были такие активисты, как Тони Касим.
Зайна Анвар была исполнительным директором-основателем организации с 1999 по 2008 год. Она также стала соучредителем глобального движения за равенство и справедливость в мусульманской семье («Мусава»), и была его исполнительным директором-основателем в 2009—2021 годах, а сейчас входит в её совет.
В 2018 году Гарвардская школа права отметила Зайну Анвар как одну из 25 «женщин, стремящихся к переменам» во всем мире в области права и политики.
В 2019 году Зайна получила Малайзийскую премию Организации Объединённых Наций 2019 года за вклад в реализацию Повестки дня в области устойчивого развития на период до 2030 года в категории «Основные свободы прав человека».
В 2023 году Зайну Анвар включили в список 500 самых влиятельных мусульман мира.
По версии журналы Newsweek и The Daily Beast, Зайна Авнер является одной из 150 женщин, «которые потрясают мир».
Журнал Women Deliver назвал её одной из 100 самых вдохновляющих людей, отстаивающих права женщин и девочек, а Международный онлайн-музей женщин назвал её одной из 100 самых вдохновляющих людей в борьбе за права женщин и девочек.
Розана Иса в настоящее время является исполнительным директором организации «Сестры в исламе». В 1999 году она присоединилась к движению за права женщин Малайзии, занимаясь проблемами насилия в отношении женщин. Прежде чем возглавить данную малазийскую неправительственную организации, занимающейся правами женщин в рамках ислама, Розана работала в различных национальных, региональных и международных организациях по защите прав женщин.

## Деятельность организации
Области деятельности организации охватывают широкие вопросы демократии, прав человека и конституционализма. Организация призывает к соблюдению де-факто прав человека, международных договоров и конвенций, подписанных правительством Малайзии.
Организация занимает важную публичную позицию, выступая против попыток преследования мусульман, пытающихся выйти из ислама, а также попыток замалчивания различных мнений в исламе.
Организация организовала бесплатную юридическую консультация по телефону и WhatsApp «Телениса» — помощь женщинам (и мужчинам) в вопросах шариатского исламского семейного права.
Движение за гендерную справедливость рассматривается организацией как часть более широкого движения за права человека.
Благодаря опыту в толковании Корана (тафсир, «интерпретация») Амины Вадуд, организация активно занималась моделью коранической герменевтики, исследовавшей социально-исторический контекст в целом и контекст отдельных коранических текстов. Исследовательницы создавали связь между теологией и интерпретацией, с одной стороны, и повседневными реалиями мусульманских женщин в современном социально-правовом контексте, с другой. Женщины организации пытались разрушить доминирующее убеждение, что ислам дискриминирует женщин.
Члены организации считают, что их миссия — продвигать принципы гендерного равенства, справедливости, свободы и достоинства, руководствуясь положениями ислама, а также расширять возможности женщин быть сторонниками перемен . Они стремятся изменить образ мышления, который ставит женщин ниже мужчин, в рамках законов справедливости и равенства, прописанных в исламе.
Лидеры «Сестёр в исламе» заявляют следующее: «Мы поддерживаем революционный дух ислама, религии, которая повысила статус женщин, когда она была открыта 1400 лет назад. Мы считаем, что ислам не одобряет угнетение женщин и отрицание их основных прав. Принижение женщин стало возможным, потому что мужчины имели исключительный контроль над интерпретацией текста Корана».

## Критика
Позиция организации в продвижении моногамии как коранического идеала была оспорена Департаментом исламского развития.
В 2009 году Панмалайзийская исламская партия призвала к проведению расследования против организации в связи с критикой ею Келантанского шариатского уголовного закона (H) 1993 года (закон дискриминирует малайзийских женщин и предусматривает смертную казнь за вероотступничество).
В 2010 году Малайзийская ассамблея молодежи мечетей (MAMY) подала иск против «Сестёр в исламе», обвинив их в неправильном использовании слова «ислам» в названии организации. Однако Высокий суд отклонил ходатайство.
«Сестёр исламе» обвиняют в том, что они неверно истолковывают религиозные принципы в случае, когда члены организации пытались помешать властям избить палкой женщину, осужденную шариатским судом за употребление пива в общественном месте.
В 2014 году Исламский религиозный совет Селангора издал фетву, в которой постановил, что организация «Сёстры в исламе», как и любая другая организация, продвигающая религиозный либерализм и плюрализм, отклоняются от учения ислама. Согласно этой фетве, публикации, которые, как считается, пропагандируют либеральное и плюралистическое религиозное мышление, должны быть объявлены незаконными и конфискованы, социальные сети также подлежат мониторингу и ограничению.
Поскольку фетвы в Малайзии имеют обязательную юридическую силу, организации «Сёстры в Исламе» пришлось оспаривать её на конституционных основаниях.

## Дальнейшее чтение
- Ong, Aihwa and Peletz, Michael G. (1995). Bewitching Women, Pious Men. University of California Press. ISBN 0-520-08861-1
- A sister steps out, The Star, March 30, 2008.
- Khalid Chraibi: Reforming Islamic family law within the religious framework — Sisters in Islam’s «best practices» strategy — Tabsir.net
- Khalid Chraibi: The king, the mufti & the Facebook girl — a power play. Who decides what is licit in Islam? — CyberOrient.net
- Khalid Chraibi: Sisters in Islam — Women cite Quranic rights to confront culture of oppression — SaudiDebate.com